# Чернушка 1-я
Чернушка 1-я — посёлок в Черемховском районе Иркутской области России. Входит в состав Новостроевского муниципального образования. Находится примерно в 84 км к западу от районного центра.

## Население
| 2002 | 2010 | 2011 | 2012 |
| ---- | ---- | ---- | ---- |
| 91   | ↘87  | →87  | ↗88  |

Гендерный состав
По данным Всероссийской переписи, в 2010 году в посёлке проживало 87 человек (40 мужчин и 47 женщин).